# Janusz Onyszkiewicz

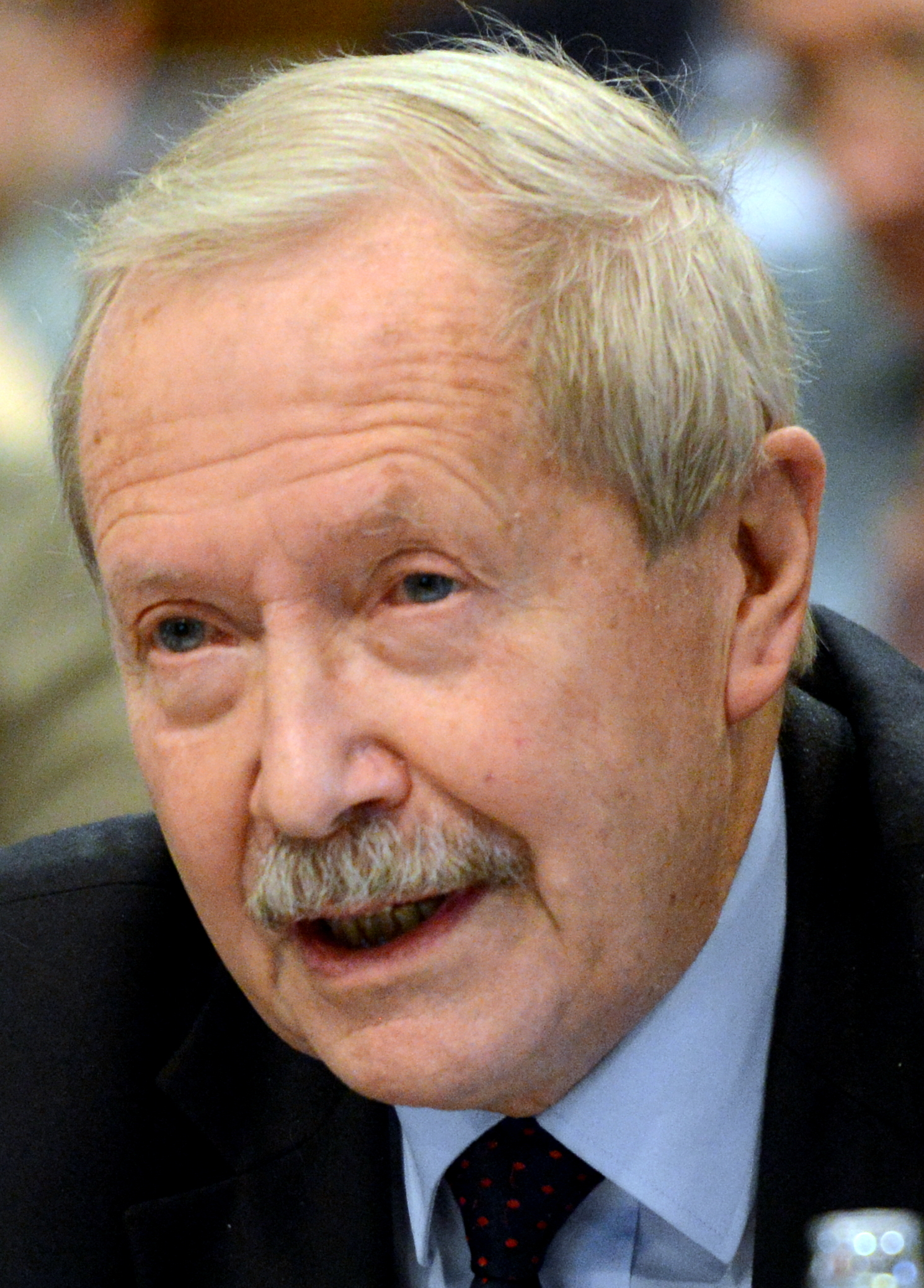
Janusz Onyszkiewicz (2014)

Janusz Adam Onyszkiewicz (* 18. Dezember 1937 in Lwów, Polen, heute Ukraine) ist ein polnischer Mathematiker, Bergsteiger und Politiker. Er gehörte dem Sejm in der X. (Volksrepublik), I., II. und III. (Dritte Republik) Wahlperiode von 1989 bis 2001 an. Im Zeitraum 2004 bis 2007 war er Vizepräsident des Europäischen Parlaments, dem er von 2004 bis 2009 angehörte. 1992/93 und von 1997 bis 2000 war er polnischer Verteidigungsminister.

## Leben und Beruf
Janusz Onyszkiewicz kam nach dem Zweiten Weltkrieg mit seinen Eltern nach Przemyśl. Seit 1948 lebt er in Warschau. Er hat in Mathematik an der Universität Warschau promoviert. In den 70er Jahren wurde er ein bekannter polnischer Mathematiker und Bergsteiger. Ihm gelang unter anderem die Erstbesteigung des 7946 m hohen Gasherbrum III im Jahr 1975 im Himalaya. Von 1969 bis 1980 gehörte er der polnischen Lehrergewerkschaft an.
Wissenschaftlich arbeitete Onyszkiewicz in den Bereichen Mengentheorie und Modelltheorie. Er hielt Gastvorlesungen im Vereinigten Königreich, in Frankreich, Schweden und Norwegen. Die University of Leeds verlieh ihm die Ehrendoktorwürde. Er ist Mitglied im European Leadership Network.
Janusz Onyszkiewicz ist seit 1983 mit Joanna Onyszkiewicz geb. Jaraczewska, der Tochter der Pilotin Jadwiga Piłsudska-Jaraczewska und damit Enkelin des polnischen Diktators der Zwischenkriegszeit Józef Piłsudski verheiratet. Seine erste Ehefrau Witosława Boretti-Onyszkiewicz kam 1967 bei einer Höhlenexpedition ums Leben. Seine zweite Frau Alison Chadwick-Onyszkiewicz starb 1978 bei der Besteigung des Annapurna. Onyszkiewicz ist Vater von fünf Kindern.

## Politik
Bereits 1968 war Onyszkiewicz Mitorganisator einer Kundgebung an der Universität Warschau. 1972 unterzeichnete er ein Unterstützungsschreiben für die Kowalcyk-Brüder, die wegen eines Bombenanschlags in Opole zu harten Strafen verurteilt worden waren. Seit 1979 engagierte er sich im oppositionellen Komitet Samoobrony Społecznej „KOR“. In den 1980ern wurde er zu einem Sprecher der Gewerkschaft Solidarność und erreichte eine besondere Bekanntheit unter ausländischen Journalisten durch sein gutes Englisch. Nachdem am 13. Dezember 1981 das Kriegsrecht verhängt worden war, verhaftete und internierte man Onyszkiewicz. Im Dezember 1983 wurde er aus der Internierung entlassen. Während der Feierlichkeiten anlässlich des 40. Jahrestages des Aufstandes im Warschauer Ghetto wurde er erneut verhaftet und im Gefängnis Mokotów interniert, bis er im Rahmen einer Amnestie frei kam. Seit 1986 war er Sprecher der Solidarność.
Onyszkiewicz nahm an den Beratungen des Runden Tisches auf Oppositionsseite teil. Daran anschließend wurde Onyszkiewicz bei den halbfreien Wahlen zum Vertragssejm 1989 in das Parlament gewählt. Auch bei den Wahlen 1991, 1993 und 1997 wurde er in den Sejm gewählt. Anfänglich war er ein Mitglied des Obywatelski Klub Parlamentarny, später der Unia Demokratyczna und letztlich der Unia Wolności. Da die UW bei der Wahl 2001 an der Sperrklausel scheiterte, schied Onyszkiewicz aus dem Sejm aus.
Im Frühjahr 1990 wurden Onyszkiewicz und Bronisław Komorowski zu den ersten zivilen Vize-Ministern im kommunistisch dominierten Verteidigungsministerium ernannt. Später wurde Onyszkiewicz selbst zweimal zum Verteidigungsminister ernannt: im Kabinett von Hanna Suchocka (1992–1993) und von Jerzy Buzek (1997–2000).
Am 13. Juni 2004 wurde Onyszkiewicz als Kandidat der Unia Wolności in das Europäische Parlament und am 20. Juli 2004 zum Vizepräsidenten des Parlaments gewählt. Außerdem war er von 2007 bis 2009 Stellvertretender Vorsitzender im Ausschuss für auswärtige Angelegenheiten, Menschenrechte, Gemeinsame Sicherheit und Verteidigungspolitik. Von 2006 bis 2009 war Janusz Onyszkiewicz Vorsitzender der liberalen Partei Partia Demokratyczna. Bei der Europawahl 2009 verpasste er auf der Liste des Wahlbündnisses „Porozumienie dla Przyszłości“, dem sich die PD beteiligt hatte, die Wiederwahl, da das Bündnis mit nur 2,4 % der Stimmen an der Sperrklausel gescheitert war. 2016 wurde er Vorsitzender des politischen Rates der Unia Europejskich Demokratów, die aus der PD hervorgegangen ist. Er war auch Vorsitzender des Koordinierungsausschusses „Freiheit Gleichheit Demokratie“ beim Komitet Obrony Demokracji.

## Ehrungen
- 1999 Manfred-Wörner-Medaille des deutschen Bundesverteidigungsministeriums
- 1999 Großkreuz des Ordens des litauischen Großfürsten Gediminas[9]
- 2011 Kommandeurskreuz des Ordens Polonia Restituta[10]
- 2013 Orden des Marienland-Kreuzes II. Klasse[11]
- 2016 Offizier der Ehrenlegion[12]
- 2019 Mittlerer Orden der Aufgehenden Sonne am Band[13]